# Prostřední Bečva
Prostřední Bečva – gmina w Czechach, w powiecie Vsetín, w kraju zlińskim, na tzw. Wołoszczyźnie Morawskiej. Według danych z dnia 1 stycznia 2012 liczyła 1686 mieszkańców.

## Położenie
Położona jest w górnej dolinie rzeki Dolnej Beczwy rozdzielającej masywy Beskidu Morawsko-Śląskiego i Gór Wsetyńskich, ok. 8 km na wschód od Rožnova pod Radhoštěm. Nazwa wiąże się z faktem, że Prostřední Bečva jest położona w dolinie powyżej miejscowości Dolní Bečva, a poniżej miejscowości Horní Bečva.
Przez miejscowość przebiega czeska droga krajowa nr 35. Odgałęzia się tu od niej droga nr 481, biegnąca na południe przez przełęcz Čarták do Velkých Karlovic w dolinie Górnej (Wsetyńskiej) Beczwy oraz droga nr 4837, biegnąca na północ, doliną Kněhyně na Pustevny.

## Historia
Wieś powstała pod koniec XVII wieku. Jej pierwsi mieszkańcy zajmowali się pasterstwem i pracowali w niewielkich hutach szkła, działających w przysiółkach Bacov (w dolinie Bácovského potoku) i Kněhyně (w dolinie potoku Kněhyně). W XIX w. wieś słynęła z wyrobu wałaskiej odzieży, zwłaszcza guni i kierpców. W 1901 r. uruchomiono tu tartak, działał również lokalny kamieniołom. Od października 1944 w rejonie wsi działała I Czechosłowacka Brygada Partyzancka im. J.Žižki aktywnie wspomagana przez jej mieszkańców, co spowodowało nadanie miejscowości po II wojnie honorowego tytułu "wsi partyzanckiej".
Obecnie popularna wieś letniskowa. Działa hotel „Kryštof”, szereg mniejszych pensjonatów, a w dolnej części doliny potoku Kněhyně funkcjonuje autocamping „Kemp pod Pustevnami”. W centrum wsi niewielkie kąpielisko.